# Eurybia
Eurybia là một chi thực vật có hoa trong họ Cúc (Asteraceae).

## Loài
Chi Eurybia gồm các loài: